# Inter Fútbol Sala
O Inter Fútbol Sala, conhecido como Inter Movistar por motivos de patrocinio, é uma equipe espanhola de futebol de salão, sediada em Madrid. Foi fundada em 1977 e possui quatorze títulos da Liga Espanhola e cinco Copas da Espanha. É pentacampeão mundial de clubes e da Liga dos Campeões de Futsal da UEFA.

## História
Apelidada como "La Máquina Verde", a equipe madrilenha disputa seus jogos no ginásio Pabellón Jorge Garbajosa (capacidade: 2700 pessoas).
O clube é um dos mais bem-sucedidos na Europa, tendo vencido cinco UEFA Futsal Cup e uma Copa da Europa (competição anterior à existência da UEFA Futsal Cup). Também foi campeã mundial cinco vezes, sendo quatro delas com vitórias sobre o Malwee/Jaraguá e a última delas com vitoria sobre ACBF.

## Plantel 2014/15
| 1  | Espanha  |  | Luis Amado Tarodo                  | LUIS AMADO    | Guarda-redes |
| 15 | Espanha  |  | Alejandro González Pérez           | ÁLEX GONZÁLEZ | Guarda-redes |
| 27 | Espanha  |  | Jesús Herrero Parrón               | JESÚS HERRERO | Portero      |
| 14 | Brasil   |  | Rafael França Bezerra              | RAFAEL        | Fixo         |
| 23 | Espanha  |  | Carlos Ortiz Jiménez               | ORTIZ         | Fixo         |
| 4  | Espanha  |  | Manuel Urbano Cañete               | LOLO          | Cierre       |
| 13 | Brasil   |  | Darlan Henrique Lopes              | DARLAN        | Ala          |
| 6  | Brasil   |  | Daniel Shiraishi Rollemberg        | DANIEL        | Ala          |
| 7  | Espanha  |  | Adrián Alonso Pereira              | POLA          | Ala          |
| 8  | Espanha  |  | Mario Rivillos Plaza               | RIVILLOS      | Ala          |
| 10 | Portugal |  | Ricardo Filipe Da Silva Braga      | RICARDINHO    | Ala          |
| 12 | Espanha  |  | Borja Díaz Torres                  | BORJA         | Ala          |
| 3  | Brasil   |  | Francisco Humberto de Araujo Alves | HUMBERTO      | Pivot        |
| 20 | Grécia   |  | Konstantinos Panou                 | PANOU         | Ala          |
|    |          |  |                                    |               |              |

## Títulos
| MUNDIAIS       | MUNDIAIS                            | MUNDIAIS | MUNDIAIS |
| Competição     | Competição                          | Títulos  | Temporadas |
| -------------- | ----------------------------------- | -------- | --- |
|                | Mundial de Clubes de Futsal da FIFA | 5        | 2005, 2006, 2007, 2008 e 2011                                                                                                 |
| CONTINENTAIS   |                                     |          | |
| Competição     | Competição                          | Títulos  | Temporadas |
|                | Liga dos Campeões de Futsal da UEFA | 5        | 2003/04, 2005/06, 2008/09, 2016/17 e 2017/18                                                                                  |
|                | Campeonato Europeu de Clubes        | 1        | 1991 |
|                | Supertaça Europeia                  | 1        | 2007/08 |
| INTERNACIONAIS |                                     |          | |
| Competição     | Competição                          | Títulos  | Temporadas |
|                | Taça Ibérica                        | 2        | 2003/04 e 2005/06 |
| NACIONAIS      |                                     |          | |
| Competição     | Competição                          | Títulos  | Temporadas |
|                | Liga Nacional                       | 14       | 1989/90, 1990/91, 1995/96, 2001/02, 2002/03, 2003/04, 2004/05, 2007/08, 2013/14, 2014/15, 2015/16, 2016/17 e 2017/18, 2019/20 |
|                | Copa do Rei                         | 1        | 2014/15 |
|                | Copa da Espanha                     | 10       | 1990, 1996, 2001, 2004, 2005, 2007, 2009, 2014, 2016 e 2017                                                                   |
|                | Supertaça da Espanha                | 13       | 1990, 1991, 1996, 2001, 2002, 2003, 2005, 2007, 2008, 2011, 2015, 2017 e 2018                                                 |
|                | Liga FFS                            | 9        | 1979/80, 1980/81, 1981/82, 1982/83, 1983/84, 1984/85, 1985/86, 1987/88 e 1988/89                                              |

## Todos os seus nomes
É oficialmente chamado de Inter Fútbol Sala, porém, ao longo dos anos a equipe tem adaptado seu nome em função dos seus patrocinadores.
- Temporadas: 1977-1979 ---> Hora XXV
- Temporadas: 1979-1981 ---> Interviú Hora XXV
- Temporadas: 1981-1991 ---> Interviú LLoyd´s
- Temporadas: 1991-1996 ---> Interviú Boomerang
- Temporadas: 1996-1999 ---> Boomerang Interviú
- Temporadas: 1999-2000 ---> Airtel Boomerang
- Temporadas: 2000-2002 ---> Antena 3 Boomerang
- Temporadas: 2002-2007 ---> Boomerang Interviú
- Temporadas: 2007-2008 ---> Interviú Fadesa
- Temporadas: 2008-2015 ---> Inter Movistar
- Temporadas: 2015-Atual ---> Movistar Inter